# Airaphilus raffrayi
Airaphilus raffrayi là một loài bọ cánh cứng trong họ Silvanidae. Loài này được Grouvelle miêu tả khoa học năm 1912.